# 科布切
50°59′25″N 25°18′39″E / 50.99028°N 25.31083°E
科布切（烏克蘭語：Кобче）是位於烏克蘭西部沃倫州裏盧茨克區的村莊，始建於1545年，面積1.05平方公里，海拔高度173米，2001年人口273，人口密度每平方公里260人。